# Campylomma nigronasutum
Campylomma nigronasutum är en insektsart som beskrevs av Reuter 1878. Campylomma nigronasutum ingår i släktet Campylomma och familjen ängsskinnbaggar. Inga underarter finns listade i Catalogue of Life.